# Lanius souzae
El alcaudón de Souza (Lanius souzae) es una especie de ave paseriforme de la familia Laniidae propia de África Central y Oriental.

## Subespecies
- Lanius souzae burigi
- Lanius souzae souzae
- Lanius souzae tacitus